# Министерство сельского хозяйства, ирригации и животноводства Афганистана
Министе́рство се́льского хозя́йства, иррига́ции и животново́дства (пушту وزیر زراعت، آبیاری و مالداری افغانستان‎ ) — орган исполнительной власти Афганистана, ответственный за аграрную политику государства. Помимо прочего курирует работу администрации Гильменда и долины Аргандаб.

## Руководители ведомства
- Сайед Хусейн Анвари (22 декабря 2002 — 7 декабря 2004)
- Обайдулла Рамин (2004 — 11 октября 2008)
- Мохаммад Асеф Рахими (11 октября 2008 — 2014)
- Ассадулла Замир (2015 — сентябрь 2017)
- Насир Ахмад Дуррани (сентябрь 2017 — август 2021)